# Knema furfuracea
Knema furfuracea là một loài thực vật có hoa trong họ Myristicaceae. Loài này được (Hook. f. & Thomson) Warb. mô tả khoa học đầu tiên năm 1897.